# 's-Gravenpolder
's-Gravenpolder es una localidad del municipio de Borsele, la provincia de Zelanda (Países Bajos). Está situada unos 21 km al este de Middelburg. Hasta 1970 contaba con municipio propio.